# Schloss Schörgern

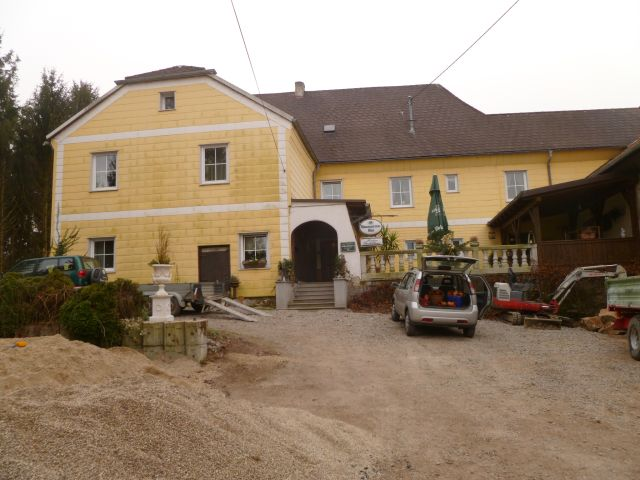
Schloss Schörgern

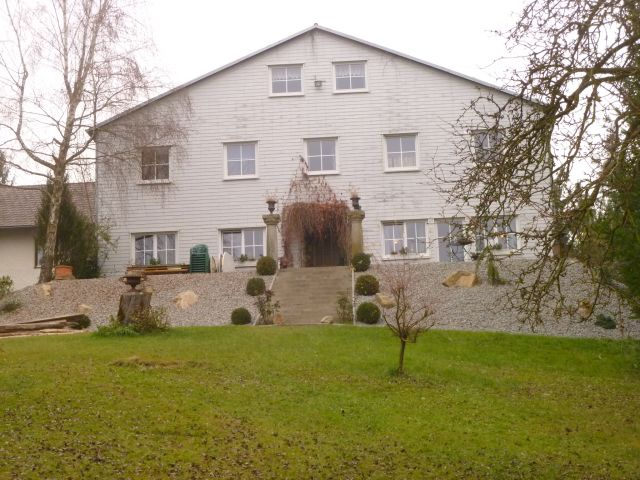
Rückseite von Schloss Schörgern

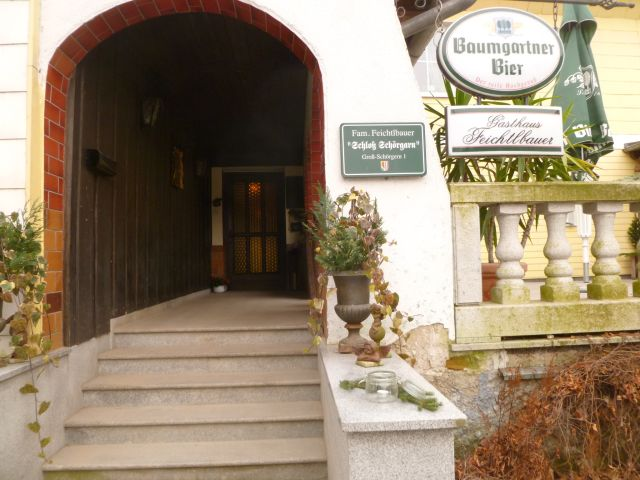
Schlosseingang

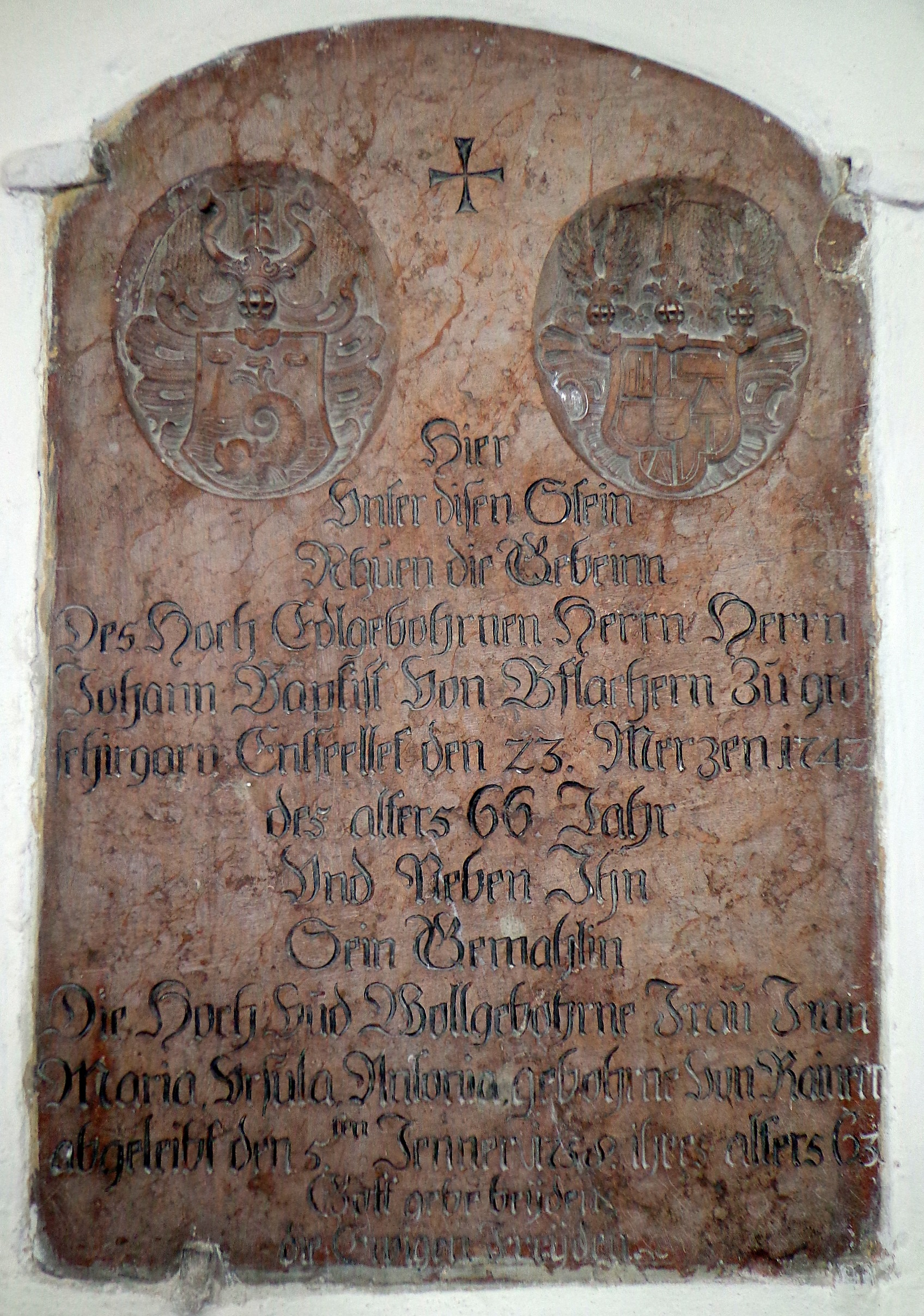
Pfarrkirche Andorf, Grabdenkmal des Johann Baptist von Pflachern († 1742), Inhabers von Schloss Schörgern, und seiner Gemahlin Maria Ursula Antonia geb. von Rainer († 1758)

Schloss Schörgern liegt am rechten Hang des Pramtales in Großschörgern, einem Ortsteil von Andorf im Bezirk Schärding in Österreich.

## Geschichte
Die älteste Erwähnung von Schörgern (Schergaren) stammt aus dem Jahr 1236, ohne allerdings einen Besitzer zu nennen. Zum 16. März 1468 werden als Besitzer die Brüder Maister (Magister) Marx, Jörg und Thoman die Hyerstain genannt. Der Sitz Schergorn wird als frays aigen bezeichnet. Später waren die Besitzer von Schörgern die Herren von Wolff, die es den Ehemännern ihrer Töchter immer wieder als Heiratsgut zur Nutzung überließen. Starb die Tochter, so fiel das Schloss stets an die Wolff zurück. So erscheinen im 16. Jahrhundert die Wolff weiterhin als Besitzer, allerdings mit einer Unterbrechung von neun Jahren (1533 bis 1542), während derer das Schloss dem Hanns Pirchinger überlassen war; ab 1542 ist wieder ein Jörg Wolff als Besitzer nachweisbar. 1588 wird Wolfgang III. von Hackledt als Inhaber von Schörgern bezeichnet, zu Beginn des 17. Jahrhunderts gehörte es seinem bisher auf Schloss Teufenbach ansässigen Cousin Moritz von Hackledt. Um 1650 werden die Mawr als Besitzer genannt, wobei ungewiss ist, wann der Eigentumswechsel stattgefunden hat. Georg Ferdinand von Maur zu Großen Scherggarn verleiht am 31. Mai 1681 die Mühle zu Großschörgern. Auf Georg Ferdinand von Maur folgte dessen Witwe Florentine Catharina Barbara Scharrfsederin (1726 urkundlich genannt). Später waren die Freiherrn von Pflacher(n) die Eigentümer, sie sind z. B. 1779 bis 1848 genannt. Ein Baron Pfacher wird als Teilnehmer des Krieges gegen Italien 1813–1814 genannt bzw. die Dritte Reservedivision wird von Franz Freiherr von Pflacher (* 12. Oktober 1745, † 5. November 1815) befehligt.
Die Grablege der Schlossbesitzer von Schörgern befindet sich in der Pfarrkirche von Andorf.